# Jean Rolland (pilota)
Jean-Charles Rolland (Digne-les-Bains, 27 luglio 1935 – Linas, 17 settembre 1967) è stato un pilota di rally e pilota automobilistico francese, che ha partecipato a 4 edizioni consecutive della 24 ore di Le Mans (dal 1962 al 1965) e nel 1965 alla 12 ore di Sebring. Il 17 settembre 1967 mentre stava testando un'Alfa Romeo 33 sull'Autodromo di Linas-Montlhéry, è uscito di strada morendo sul colpo a causa dell'urto contro un albero  della vettura, che poi ha anche preso fuoco..

## Palmarès
- 6 Ore del Nürburgring: 1
1967 con Lucien Bianchi su Alfa Romeo Giulia GTA
- Coupe des Alpes: 3[4]
1963 su Alfa Romeo Giulietta SZ
1964	su Alfa Romeo Giulia TZ
1966 su Alfa Romeo Giulia GTA
- Tour de Corse: 1
1966 con Gabriel Augias su Alfa Romeo Giulia GTA